# Śluza Osowa Góra
 Śluza Osowa Góra – śluza na Kanale Bydgoskim w Bydgoszczy.

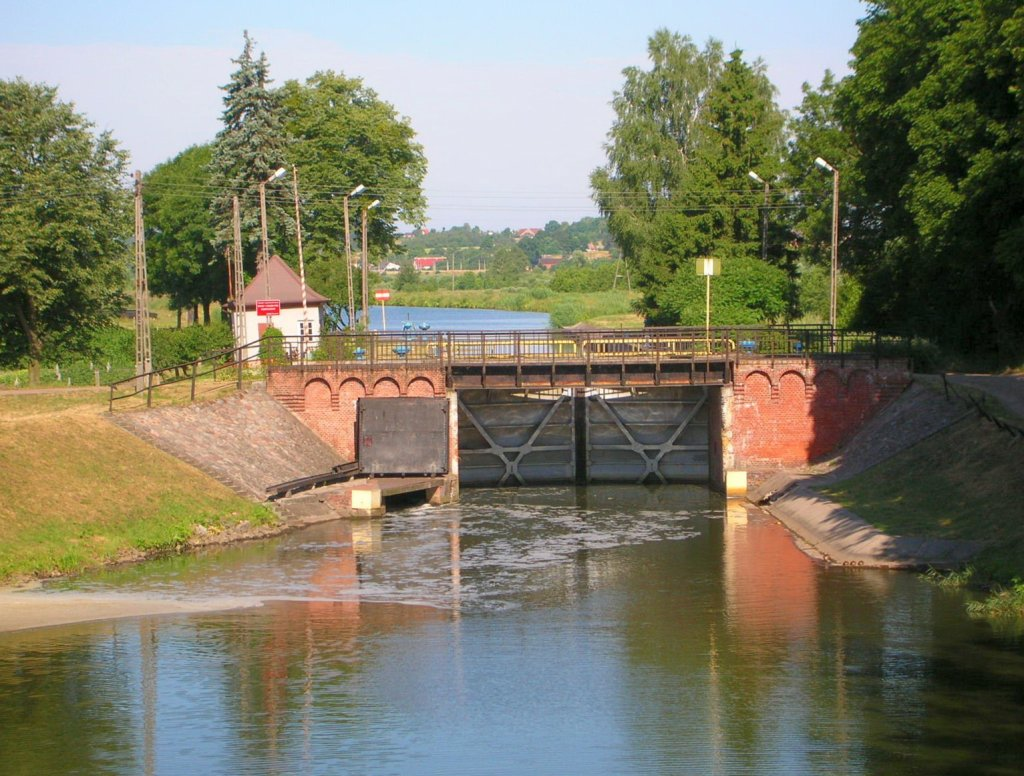
Wrota

Stanowi jedną z budowli hydrotechnicznych Kanału Bydgoskiego, zarządzaną przez Regionalny Zarząd Gospodarki Wodnej w Poznaniu, Zarząd Zlewni Noteci w Bydgoszczy. Jest to śluza nr 6 drogi wodnej Wisła-Odra, która jest elementem międzynarodowej drogi wodnej E-70.

## Lokalizacja
Śluza znajduje się na zachodnich rubieżach miasta Bydgoszczy, nieopodal drogi krajowej nr 10, na osiedlu Osowa Góra.

## Historia
Śluzę wybudowano w latach 1773–1774. Jej pierwotna forma była drewniana. W latach 1840–1852 przebudowano ją do masywnej formy murowanej. Wymiary użytkowe komory wynosiły wówczas 44,5 × 9,75 m, światło wrót 5,3 m, a spadek 2,99 m. Obecna śluza została oddana do użytku pod koniec sierpnia 1913 roku, kiedy dokonano przebudowy Kanału Bydgoskiego. W wyniku prowadzonych robót wykonano nowy dwukilometrowy odcinek kanału, zmodernizowano wszystkie śluzy i wybudowano dwie nowe. Oddana do użytku droga wodna umożliwiała spławianie 400-tonowych barek, pływających powszechnie na wodach śródlądowych Europy Zachodniej. W pobliżu śluzy (w km 22,88) funkcjonował „most Owczy” o szerokości przęsła 18 m i wysokości wody żeglownej 4,31 m. Zburzono go w marcu 1890 r., odbudowano w latach 1895–1896 i przebudowano w 1914 r.
W 2005 r. śluzę Osowa Góra wraz z budynkiem towarzyszącym wpisano do rejestru zabytków województwa kujawsko-pomorskiego.

## Charakterystyka
Jest to pojedyncza śluza komorowa III klasy o napędzie ręcznym. Konstrukcja obiektu jest betonowa z okładziną ceglaną. Dno i progi są betonowe. Posiada zamknięcia górne w postaci wrót stalowych klapowych oraz dolne wrota wsporne, stalowe dwuskrzydłowe. Napęd śluzy jest elektryczny i awaryjny ręczny. Napełnianie wodą odbywa się poprzez galerie obiegowe usytuowane w głowach śluzy. Praktyczny czas śluzowania wynosi 25 minut.
Na zamknięciach śluzy znajdują się dwa przejścia technologiczne o szerokości 1,0 m i długości 9,6 m. Kładka na głowie górnej w czasie śluzowana chowa się pod wodę, natomiast kładka na głowie dolnej razem ze skrzydłami wrót rozchyla się na boki.

### Most przy śluzie
Przy głowie dolnej śluzy znajduje się most drogowy służący dla ruchu lokalnego. Jego długość wynosi 10,2 m (ze skrzydełkami – 25 m), a szerokość 6 m. Konstrukcja składa się z dwóch jednoprzęsłowych, stalowych dźwigarów nitowanych, stężonych ramą przestrzenną, na których oparto żelbetową płytę pomostu. Przeprawa mieści jezdnię z nawierzchnią granitową oraz dwu chodników o nawierzchni betonowo-ceglanej. Ceglane przyczółki mostu zespolone są z konstrukcją śluzy. Przestrzeń żeglugowa pod obiektem wynosi ok. 4 m.

## Poziomy
Śluza umożliwia podniesienie jednostek o 3,55 m, od 54,80 do 58,35 m n.p.m.